# Holk
Holk (52° 13′ N, 5° 27′ L) é uma vila dos Países Baixos, na província de Guéldria. Holk pertence ao município de Nijkerk, e está situada a 7 km, a nordeste de Amersfoort.